# Aartsbisdom Oristano
Het aartsbisdom Oristano (Latijn: Archidioecesis Arborensis; Italiaans: Arcidiocesi di Oristano) is een metropolitaan aartsbisdom van de Rooms-Katholieke Kerk in Italië. De zetel van het aartsbisdom is in Oristano op het eiland Sardinië. De aartsbisschop van Oristano is metropoliet van de kerkprovincie Oristano waartoe ook het volgende suffragane bisdom behoort:
- Bisdom Ales-Terralba

Het aartsbisdom werd opgericht in de 11e eeuw. In 1503 werd het territorium van het bisdom Santa Giusta (Othoca) aan Oristano toegevoegd. De huidige aartsbisschop is Ignazio Sanna.

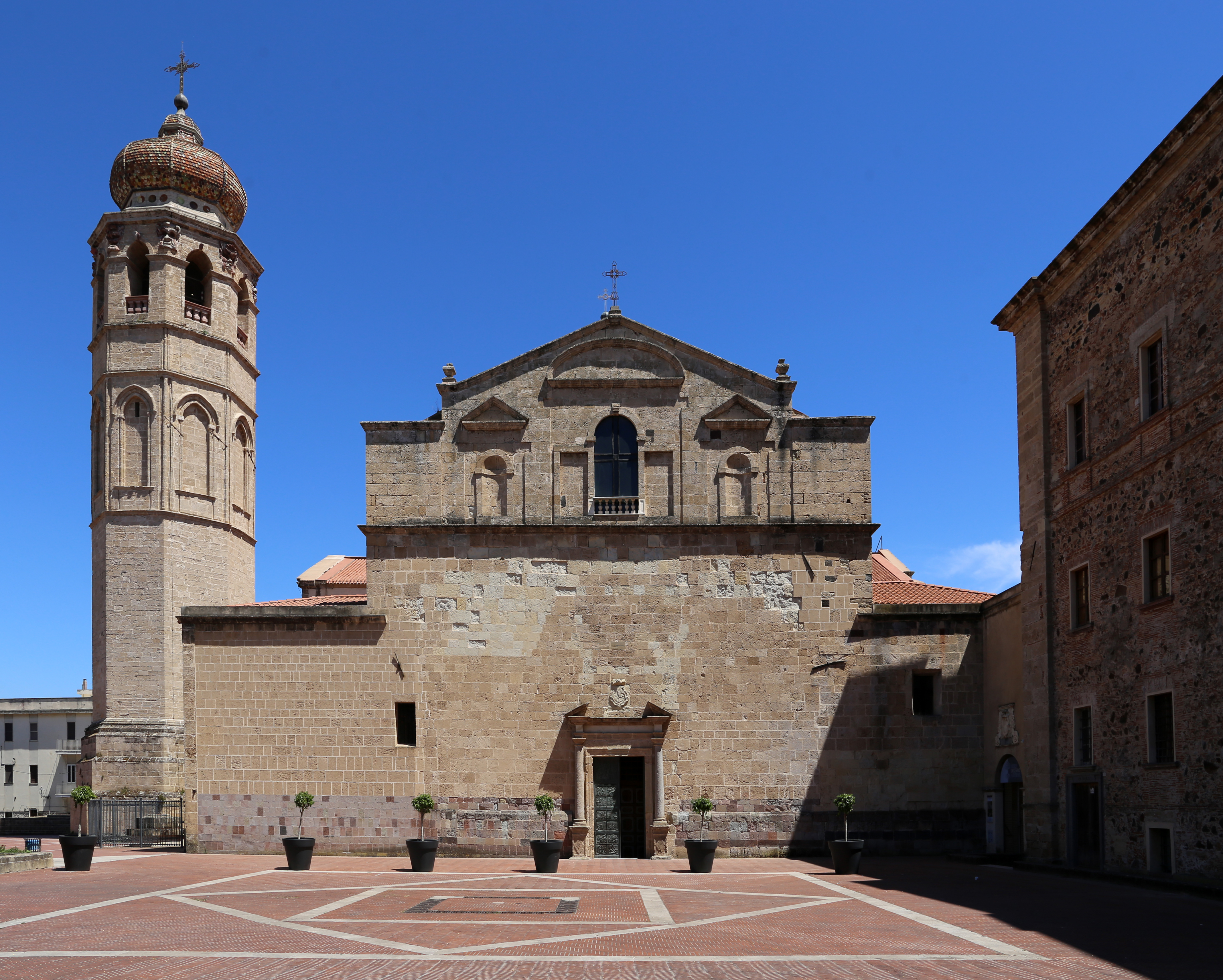
De dom van Oristano, zetel van het aartsbisdom